# Мияль, Казимеж
Казимеж Ромуальд Мияль (пол. Kazimierz Romuald Mijal; 15 сентября 1910, Вилкув Первши — 28 января 2010, Варшава) — польский коммунист, член ЦК ПОРП и правительства ПНР, сподвижник Болеслава Берута. Член сталинистской «фракции натолинцев». При Владиславе Гомулке выведен из партийно-государственного руководства. Создал ортодоксальную нелегальную компартию, бежал в ходжаистскую Албанию, затем в маоистский Китай. Вёл пропаганду против «ревизионизма», выступал за реставрацию сталинистского режима, проявлял антисемитизм. Несколько месяцев провёл в тюрьме при режиме генерала Ярузельского.

## Молодость
Родился в деревне гмины Блендов Гроецкого уезда Варшавской губернии Царства Польского. Работал банковским служащим, политическую деятельность начал в период нацистской оккупации. В 1942 году вступил в Польскую рабочую партию (ПРП). Был боевиком Гвардии Людовой, участвовал в экспроприациях. Выполнял функции секретаря Крайовой Рады Народовой.

## В коммунистическом руководстве
В январе — марте 1945 года Казимеж Мияль являлся уполномоченным новых властей в Лодзи, до 1947 года возглавлял администрацию Лодзи.  В 1946 году получил несколько высоких государственных наград. В 1948—1950 годах — начальник канцелярии Болеслава Берута. В декабре 1948 года кооптирован в ЦК ПОРП.
С апреля 1950 года по ноябрь 1952 Мияль возглавлял министерство коммунального хозяйства в правительстве Юзефа Циранкевича. В 1952—1956 годах руководил аппаратом Совета министров ПНР. Затем до февраля 1957 года снова был министром коммунального хозяйства.
Казимеж Мияль принадлежал к окружению Берута и являлся влиятельным проводником сталинистской политики в Польше. Был одним из лидеров консервативной «фракции натолинцев», противостоящей реформаторской «фракции пулавян».

## Отстранение от власти. Нелегальный ортодокс
После прихода к власти Владислава Гомулки и некоторой либерализации режима многие «натолинцы», в том числе Мияль, были оттеснены от власти. С 1957 до 1964 года Мияль служил на второстепенных должностях в банковской системе. Критиковал Гомулку за «ревизионизм» выдвинутой им концепции «польского пути к социализму» — компромисс с костёлом, отказ от коллективизации, допущение политических дискуссий. Выступал за возврат к сталинизму, ориентировался на режим Энвера Ходжи в Албании. Постепенно всё более склонялся к китайскому маоизму.
В ноябре 1964 года группа бывших «натолинцев» во главе с Миялем была выведена из ЦК ПОРП и окончательно устранена из политики. Год спустя, в декабре 1965 года они учредили нелегальную Коммунистическую партию Польши (КПП). Через два с небольшим месяца, 14 февраля 1966 года, Мияль нелегально покинул Польшу по поддельному албанскому паспорту.

## Сталинистский эмигрант. От Тираны до Пекина
В Албании Казимеж Мияль возглавил польскую редакцию Радио Тираны. Выступал с политическими программами, пропагандировал сталинизм. Албанские власти обеспечили Миялю комфортные бытовые условия, он получил возможность передвижения по миру, но находился под плотным контролем Сигурими.
Через албанское и отчасти китайское посольства в Варшаве делались попытки вербовки членов КПП, но их оперативно пресекала Служба безопасности ПНР. Побег Мияля привёл к усилению антимаоистской кампании в Польше (ПОРП поддерживала КПСС в советско-китайском конфликте). По телевидению ПНР был показан фильм «За кулисами маоизма». В то же время существует мнение, что выступления КПП и лично Казимежа Мияля, особенно носившие антисемитский характер, допускались целенаправленно, поскольку соответствовали интересам национал-коммунистического крыла ПОРП.

В эмиграции ему не грозил арест, он был под защитой албанской Сигурими. С другой стороны, был пущен слух, что побег совершился с молчаливого согласия МВД, которое таким образом избавлялось от проблемы. КПП Мияля выступала с догматичных позиций, но усиливались «партизаны» Мечислава Мочара, которые также не были сторонниками либерализации. Возникло два канала общей критики «сионизма». В публикациях КПП можно было прочитать о разрушительном «сионистском влиянии» в коммунистической партии. До некоторой степени это соответствовало убеждениям Мочара и его сторонников. Его (Мияля — прим.) уход был началом конца КПП. В отсутствие лидера организация быстро была инфильтрована СБ и угасла.

В 1978 году произошёл разрыв между ортодоксально-сталинистским режимом Ходжи и «ревизионистским» руководством КНР во главе с Дэн Сяопином. Лишившись поддержки КПК, АПТ не могла содержать польскую организацию. Мияль перебрался в Китай. В его взглядах усилилась маоистская составляющая.

## В Китае
Понимая, что Албания не в состоянии оказать подпольной компартии большой помощи, Мияль занялся налаживанием связей с Китаем. Ещё в мае 1970 года он, как глава Коммунистической партии Польши, поздравил Китай с запуском его первого искусственного спутника Земли, о чём сохранилась запись в номере газеты «Чунцин жибао». В 70-е Мияль часто посещает КНР — так, 29 января 1975 года он побывал на источниках Юйгунцюань в провинции Хэнань, а 6 мая того же года — в Сиане. Мияль активно критиковал польские и советские власти и несколько раз встречался с Мао Цзэдуном.

## Возвращение в Польшу. Коммунист против компартии
В 1983 году Мияль нелегально вернулся в Польшу. Режим ПОРП при генерале Ярузельском он считал не менее «ревизионистским», чем при Гомулке и Гереке, подавление оппозиции — недостаточно жёстким. Безуспешно пытался восстановить активность КПП. Был арестован в 1984 году за распространение антиправительственных листовок. Ему инкриминировалось также участие в убийстве Ежи Попелушко, но он был освобождён через несколько месяцев за очевидной непричастностью к этому преступлению.
Позиции Мияля изначально содержали заметные элементы польского национализма и антисемитизма. При нападках на Солидарность он регулярно называл «сионистами» таких деятелей, как Яцек Куронь и Адам Михник. Установил связь с «Патриотическим объединением «Грюнвальд» — организацией, созданной ПОРП для поддержки в националистической среде.

К сожалению, Мияль не проводил последовательную марксистско-ленинскую линию; например, пропагандировал антисемитизм.

Российская маоистская партия

Действия Мияля и реакция властей выглядели набором политических парадоксов. Убеждённый сталинист подвергался преследованиям коммунистического режима за последовательный коммунизм. При этом власти пытались обвинить его в убийстве оппозиционного деятеля, который реально был убит офицерами госбезопасности, которая арестовала Мияля.

## Политический маргинал
Какой-либо политической роли в период демонтажа режима ПОРП Мияль не играл. Забастовочное движение, Круглый стол, выборы, принесшие победу «Солидарности» прошли без всякого его участия. После смены общественной системы он также не смог политически проявиться. В 1996 году была распущена КПП.
Время от времени Мияль выступал с публикациями и интервью в польских СМИ. Он оправдывал сталинистский режим первых лет ПНР, репрессии и кровопролитие обосновывал нуждами «прогресса», вину за «отдельные злоупотребления» перекладывал на таких деятелей, как Якуб Берман. Выступал против участия Польши в Евросоюзе. Подчёркивал неизменность своих коммунистических взглядов, со сталинистско-маоистских позиций критиковал «ревизионистов» (от Владислава Гомулки до Михаила Горбачёва и Адама Шаффа). Стал почётным членом мелкой ортодоксально-коммунистической группы «Национальный рабочий фронт».

Забытым маргиналом Казимеж Мияль умер в январе 2010 года, менее чем за восемь месяцев до сотого дня рождения. К счастью, он не дожил до исполнения своей мечты.

## Сочинения
Мияль написал воспоминания под названием «Как перерождался социализм в Польше», которые были опубликованы в Албании на польском и русском языках.
- Kazimierz Miyal. Jak odrodzil sie socjalizm w Polsce. Dzienniki. — Tirana: Muzeum Lenina-Stalina, 1982.
- К. Мияль. Как перерождался социализм в Польше. Дневники. — Тирана: Издательство Музея Ленина-Сталина, 1982.